# Горе-доле (ТВ серија)
Горе-доле је југословенска телевизијска серија снимана у режији Милоша Радивојевића а по сценарију Гордана Михића.
Серија је највећим делом снимана у Катинкиној кућу на Дедињу.

## Радња
Прича о обичним људима у бившој Југославији који не могу да се помире са чињеницом да старе вредности одједном више не важе. Чланови породице Јакшић покушавају да преживе санкције, инфлацију, рестрикције струје. У међувремену њихови суседи Нешка и Столе Петровић постају веома успешни и имућни у друштву где су лопови цењени и поштовани.
Добро стојећа београдска породица која је навикла на висок стандард и леп живот суочава се са бедом и неким новим системом вредности. Породица чији су чланови угледни лекар, високи савезни функционер и економски стручњак, не може да се суочи са чињеницом да праве вредности нису битне, да су криминалци на власти и да животне трендове сада кроје полуписмени скоројевићи.
Њихова деца, морају да се крију од позива у рат и да се сналазе за живот на веома чудне начине. Серија на упечатљив начин приказује економске и духовне губитке који су настали ратом и растурањем СФРЈ.

## Улоге
| Глумац                    | Улога                                   |
| ------------------------- | --------------------------------------- |
| Данило Бата Стојковић     | Аврам Јакшић                            |
| Бранко Плеша              | Бошко Јакшић                            |
| Миодраг Кривокапић        | Петар Јакшић                            |
| Вера Чукић                | Марија „Маца“ Јакшић                    |
| Ивана Михић               | Кристина „Кики“ Јакшић                  |
| Милан Чучиловић           | Дубравко „Дуда“ Јакшић                  |
| Бранко Видаковић          | Стојан „Столе“ Петровић                 |
| Немања Тодоровић          | Јован Јакшић                            |
| Александра Бранковић      | Милица Јакшић                           |
| Душанка Стојановић        | Миланка „Нешка“ Катић Петровић          |
| Драган Бјелогрлић         | Зоран Зигић „Зиги“                      |
| Никола Којо               | Жарко Дамјановић                        |
| Александар Берчек         | Радован Потековић „Теча“                |
| Миливоје Томић            | Саватије Маунић „Сава“                  |
| Бора Тодоровић            | Јеврем Катић „Џеки“                     |
| Милош Стојановић          | Дудин пријатељ Фурда                    |
| Александар Срећковић      | Дуле „Гњурац “                          |
| Борис Комненић            | Никола „Луле“ Бајмочки                  |
| Петар Краљ                | Томислав Томић                          |
| Милош Тимотијевић         | Лулетов син Дејан                       |
| Марко Николић             | Дамјан Данковић „Џокс“                  |
| Мира Бањац                | Кућна помоћница Каја                    |
| Горица Поповић            | Мацина пријатељица Вукица               |
| Бранислав Јеринић         | Јован Стаменковић „Јоле Калифорнија“    |
| Оливера Викторовић        | Старија кућна помоћница Тереза          |
| Ружица Сокић              | Кућна помоћница Ружа                    |
| Јанез Врховец             | Камер-динер Жика                        |
| Богдан Диклић             | Доктор Перић                            |
| Драган Зарић              | Доктор Лигус                            |
| Миле Станковић            | Пенда                                   |
| Димитрије Илић            | Пендин телохранитељ Абакавало           |
| Даринка Ђурашковић        | Сарина и Лулетова кућна помоћница       |
| Гордана Бјелица           | Бошкова секретарица на клиници          |
| Мирко Буловић             | Болничар Радоје                         |
| Радмила Радовановић       | Бошкова пријатељица Сара                |
| Милош Стојановић          | Дудин пријатељ Фурда                    |
| Милош Кодемо              | Дудин друг 1                            |
| Иван Зарић                | Дудин друг 2                            |
| Драган Којић              | Дудин друг 3                            |
| Данијела Угреновић        | Џоксова женска                          |
| Небојша Кундачина         | Физиотерапеут Златан                    |
| Ирфан Менсур              | Доктор Стаматовић                       |
| Татјана Лукјанова         | Катарина Антонић Милхаус                |
| Владан Живковић           | Бивши министар Жакула                   |
| Светислав Гонцић          | Тодор „Кенгур“                          |
| Драгомир Фелба            | Деда избегличке породице                |
| Љиљана Ђурић              | Мајка избегличке породице               |
| Драган Максимовић         | Отац избегличке породице                |
| Ана Радивојевић           | Цица Новак                              |
| Хана Јовчић               | Млађа кућна помоћница                   |
| Раде Марјановић           | Модни менаџер и Кикин шеф               |
| Рената Улмански           | Џоксова мајка                           |
| Гојко Балетић             | Жакулин пријатељ                        |
| Добрила Стојнић           | Жакулина супруга Буба                   |
| Танасије Узуновић         | Петров друг из детињства                |
| Михајло Костић Пљака      | Петров колега Ненад                     |
| Душан Тадић               | Петров колега из Савезног               |
| Војка Ћордић              | Петрова колегиница из Савезног          |
| Никола Милић              | Службеник у савезном                    |
| Горан Плеша               | Петров дебели колега Тика               |
| Горан Султановић          | Пајче Крцић „Крца“                      |
| Бранислав Цига Миленковић | Јова „Водоземац“                        |
| Славка Јеринић            | Баба Блануша                            |
| Војислав Мићовић          | Радић/Нови берберин                     |
| Млађа Веселиновић         | Доктор Ковач                            |
| Селимир Тошић             | Начелник Јашовић                        |
| Душан Јанићијевић         | Бизнисмен                               |
| Владимир Јевтовић         | Човек из министарства                   |
| Мирољуб Лешо              | Аврамов стари компањон                  |
| Власта Велисављевић       | Лале „Коперфилд“                        |
| Мирко Бабић               | Цале                                    |
| Михајло Бата Паскаљевић   | Изудин                                  |
| Небојша Дугалић           | Нешкин љубавник                         |
| Петар Банићевић           | Доктор Вуловић                          |
| Божидар Павићевић Лонга   | Доктор теренац Кушић                    |
| Васа Пантелић             | Доктор теренац                          |
| Љубиша Бачић              | Други берберин                          |
| Милутин Мићовић           | Деба                                    |
| Вера Дедовић              | Жена са проблемом жуча                  |
| Горан Шушљик              | Томин наследник                         |
| Лидија Плетл              | Џекијева женска                         |
| Тома Курузовић            | Бошков пацијент Дотић                   |
| Мирсад Тука               | Пинкерон                                |
| Никола Симић              | Агент некретнинама Животић              |
| Славко Симић              | Жика „Ајнштајн“                         |
| Радослав Миленковић       | Поверилац                               |
| Аленка Ранчић             | Медицинска сестра                       |
| Боро Стјепановић          | Ратни профитер                          |
| Предраг Тасовац           | Старији композитор                      |
| Предраг Лаковић           | Џекијев пријатељ                        |
| Љубомир Бандовић          | Шеф набавке                             |
| Божидар Стошић            | Нови руководилац                        |
| Душан Голумбовски         | Зојкић                                  |
| Богољуб Динић             | Фризер Александар                       |
| Небојша Илић              | Лажни болничар                          |
| Бранко Петковић           | Петров школски друг Шуле                |
| Никола Ђуричко            | Војник код Булета                       |
| Бранко Цвејић             | Модни менаџер 1                         |
| Дубравко Јовановић        | Модни менаџер 2                         |
| Владан Гајовић            | Купац кола 1                            |
| Миленко Заблаћански       | Купац кола 2                            |
| Предраг Панић             | Психијатар Гудељ                        |
| Цане Фирауновић           | Пензионисани доктор                     |
| Владан Савић              | Продавац просторија за негу тела        |
| Петар Перишић             | Продавац брашна                         |
| Алек Родић                | Пандур Жика                             |
| Бранко Ђурић              | Бошков ученик, Атанасије Овчински Бабић |
| Рамиз Секић               | Председавајући на збору                 |
| Мирјана Коџић             | Богата госпођа 1                        |
| Ева Рас                   | Богата госпођа 2                        |
| Ања Поповић               | Секретарица                             |
| Предраг Милинковић        | Шестић из агенције                      |
| Боривоје Стојановић       | Власник пекаре                          |
| Розалија Леваи            | Јолетова секретарица                    |
| Слободан Ћустић           | Покераш                                 |
| Бранка Митић              | Покерашева жена                         |
| Небојша Бакочевић         | Кикин познаник                          |
| Богдан Кузмановић         | Полицајац/Грађевински радник            |
| Саво Радовић              | Пословни партнер 1                      |
| Бранислав Зеремски        | Пословни партнер 2                      |
| Миња Војводић             | Лифтбој                                 |
| Љубомир Ћипранић          | Бакалин                                 |
| Ранко Гучевац             | Лопов                                   |
| Ранко Ковачевић           | Путник у ГСП-у                          |
| Моника Ромић              | Колегиница                              |
| Давид Тасић               | Фалсификатор Тоза „Жврца“               |
| Србољуб Милин             | Власник коцкарнице                      |
| Предраг Тодоровић         | Деле                                    |
| Ратко Танкосић            | Табаџија                                |
| Владислав Каћански        | Потенцијални купац клинике              |
| Урош Ђурић                | Таксиста 1                              |
| Срђан Алексић             | Таксиста 2                              |
| Бранка Секуловић          | Маријина секретарица                    |
| Раде Марковић             | Купац Столетове куће                    |
| Драган Вујић              | Пекар Симчић                            |
| Драгољуб Војнов           | Ђубретар Теча                           |
| Иван Јевтовић             | Човек код ладе/Пинкеронов пајтос        |
| Александра Николић        | Сестричина старе госпође 1              |
| Милан Михаиловић          | Зет Тодор                               |
| Добрила Ћирковић          | Сестричина старе госпође 2              |
| Александар Хрњаковић      | Зет старе госпође                       |
| Павле Пекић               | Рођак старе госпође                     |
| Данко Рапаић              | Чотрић                                  |
| Андреј Шепетковски        | Конобар                                 |
| Владислав Михајловић      | Бошков шофер на сахрани                 |
| Бојана Ковачевић          | Служавка                                |
| Борис Пинговић            | Домаћин журке                           |
| Соња Јауковић             | Банкарка                                |
| Борис Миливојевић         | Лопов у колима                          |
| Миодраг Милованов         | Бошков пацијент Видачић                 |
| Бранка Секуловић          | Маријина секретарица                    |
| Радојко Јокшић            | Војник са позивом за војску             |
| Радмила Томовић           | Библиотекарка                           |
| Јанош Тот                 | Композиторов гост                       |
| Дејан Луткић              | Младић са дугом косом                   |
| Миомир Радевић Пиги       | Човек који бије Џекија                  |
| Рас Растодер              | Пролазник са сатом                      |
| Здравко Биоградлија       | Пролазник                               |
| Деса Биоградлија          | Жаркова комшиница                       |
| Растко Јанковић           | Доктор                                  |
| Жељко Божић               | Златанов пајтос/Обезбеђење у коцкарници |
| Предраг Коларевић         | Возач ГСП-а                             |
| Зоран Модли               | Пилот хеликоптера                       |
| Мијат Радоњић             | Брка са качкетом                        |
| Душан Милошевић           | Гаги Татић, купац викендице             |
| Андреј Маричић            | Власник кафића                          |
| Сандра Ногић              | Докторка на Бошковој клиници            |
| Мирко Пантелић            | Доктор на Бошковој клиници              |
| Наташа Чуљковић           | Медицинска сестра                       |
| Дејан Цицмиловић          | Младић у пошти                          |
| Марија Срећковић          | Дулетова девојка Вида                   |
| Дарко Станојевић          | Возач ладе                              |
| Богољуб Новаковић         | Травар                                  |
| Жељко Рагач               | Силеџија 1                              |
| Радоје Јелић              | Силеџија 2                              |
| Александар Матић          |                                         |
| Боривоје Кандић           |                                         |
| Бошко Пулетић             |                                         |
| Богосава Никшић Бијелић   |                                         |
| Слободан Стојановић       |                                         |
| Радмила Андрић            |                                         |
| Дара Вукотић Плаовић      |                                         |
| Миомир Петровић           |                                         |
| Богдан Јакуш              |                                         |
| Јовица Јашин              |                                         |
| Огњанка Огњановић         |                                         |
| Бранислав Фистрић         |                                         |
| Саша Кузмановић           |                                         |
| Урош Гловацки             |                                         |
| Драган Ђорђевић           |                                         |
| Милутин Мићовић           |                                         |
| Александра Гавански       |                                         |
| Зоран Симоновић           |                                         |
| Ана Милакара              |                                         |
| Слађана Букејловић        |                                         |
| Михајло Несторовић        |                                         |
| Никола Булајић            |                                         |
| Мирна Лекић               |                                         |
| Драган Којић              |                                         |
| Бојан Вељовић             |                                         |
| Миља Коларевић            |                                         |
| Петар Радовановић         |                                         |
| Драгана Зрнзевић          |                                         |
| Петар Јаконић             |                                         |
| Ненад Веселиновић         |                                         |
| Зоран Николић             |                                         |
| Нино Говедарица           |                                         |
| Милан Кочаловић           |                                         |
| Душица Синобад            |                                         |
| Љубиша Ристовић           |                                         |
| Јова Благојевић           |                                         |
| Владимир Милошевић        |                                         |
| Михаило Животић           |                                         |
| Богољуб Новаковић         |                                         |
| Лидија Јоцић              |                                         |
| Михајло Несторовић        |                                         |
| Лидија Младеновић         |                                         |
| Драган Цветковић          |                                         |
| Божидар Недомачки         |                                         |
| Слободан Деспотовић       |                                         |
| Адам Чабрић               |                                         |
| Миља Коларевић            |                                         |
| Мирослав Давидовић        |                                         |
| Пеђа Милојевић            |                                         |
| Ана Радивојевић           |                                         |
| Мирослав Кодак            |                                         |
| Мирјана Ранчић            |                                         |
| Душан Савић               |                                         |
| Тамара Бакић              |                                         |
| Мијат Радоњић             |                                         |
| Љиљана Јошановић          |                                         |
| Нена Нешковић             |                                         |
| Слободан Нинковић         |                                         |
| Растко Стефановић         |                                         |
| Елизабета Поповић         |                                         |
| Данијела Стојановић       |                                         |
| Наташа Кличковић          |                                         |
| Слободан Ћирковић         |                                         |
| Никола Симјановић         |                                         |
| Светлана Лазаревић        |                                         |
| Љубица Ивановић           |                                         |
| Славица Лазаревић         |                                         |
| Љубица Ивановић           |                                         |
| Далибор Делибашић         |                                         |
| Душан Плећаш              |                                         |

#### Каскадери
- Драгомир Станојевић
- Славољуб Плавшић Звонце
- Милутин Савић Џими

## Награде
- Награду за најбољи Глумачки пар године по избору читалаца ТВ Новости добили су Вера Чукић за улогу Марије и Миодраг Кривокапић за улогу Петра на Филмским сусретима у Нишу 1997. године.[5]